# Lo strano vizio della signora Wardh
Lo strano vizio della signora Wardh è un film del 1971 diretto da Sergio Martino.
Film giallo di coproduzione italiano-spagnola.

## Trama
Julie Wardh è la moglie di un esponente dell'alta finanza, e, tornata a Vienna da un viaggio, scopre che c'è un maniaco sessuale che la pedina. Una sera la donna partecipa a una festa dove incontra George Corro che le dice di essere il cugino della sua migliore amica Carol. Jean, che è stato l'amante di Julie, affetto da sadismo, continua a perseguitarla, anche se lei ha troncato con lui da un pezzo e non ne vuole più sentir parlare. George inizia a intromettersi nella vita di Julie, la quale lo seduce e s'innamora di lui, fatto che li porta a essere minacciati. In una lettera minatoria, l'assassino vuole incontrare Julie, ma al suo posto va Carol. Ciò porterà alla morte di questa, e solo il tempo rivelerà chi è la prossima vittima e chi è l'assassino.

## Produzione
Uno dei simboli dell'architettura post-moderna e del cinema anni '70, Casa Papanice, è stata set del film.
La lettera "h" venne aggiunta al nome "Ward" nel titolo originale quando una donna italiana di nome Ward minacciò un'azione legale per il potenziale danno al suo buon nome, poco prima dell'uscita del film.

## Distribuzione
Il film è stato distribuito nelle sale italiane a partire dal 15 gennaio 1971.

## Influenza culturale
- Una delle tracce del film, Dies Irae - orchestrata da Nora Orlandi - è stata utilizzata in Kill Bill: Volume 2 di Quentin Tarantino. La canzone può essere ascoltata durante la seconda parte del capitolo sei e la prima parte del capitolo sette, esattamente nella scena in cui Budd parla con suo fratello e quella in cui questi si reca al lavoro allo strip-bar. Poco dopo, quando Budd ritorna al suo capannone nel deserto, si sente di nuovo l'estratto da Lo strano vizio della signora Wardh: questa volta però, esso viene modificato da Robert Rodriguez.
- La frase che compare nel biglietto che accompagna il mazzo di fiori (31º minuto) dà il titolo al film dell'anno seguente Il tuo vizio è una stanza chiusa e solo io ne ho la chiave.